# Reinhard Mosen
Reinhard Mosen (* 21. August 1843 in Dresden; † 3. September 1907 in Oldenburg) war ein deutscher Geheimer Regierungsrat und Bibliothekar der Großherzoglich Öffentlichen Bibliothek Oldenburg.

## Leben
Reinhard Mosen wurde als jüngerer Sohn des bekannten Schriftstellers Julius Mosen geboren. Seine Vorfahren waren im Marieney im Vogtland evangelische Pfarrer und Kantoren oder im Schuldienst tätig. Die ursprünglich jüdische Familie war Mitte des 16. Jahrhunderts aus Prag eingewandert und anschließend zum christlichen Glauben konvertiert.
Mosen besuchte ab 1850 das Gymnasium in Oldenburg. 1862 nahm er ein Studium der klassischen Philologie in Jena auf. Wie schon zuvor sein Vater schloss er sich der Jenaer Burschenschaft Germania sowie den literarischen Zirkeln der Universitätsstadt an und korrigierte und edierte die erste Gesamtausgabe der Werke seines Vaters. 1864 wechselte er an die Universität Berlin und verlagerte den Schwerpunkt seinen Studien auf die Neueren Sprachen. Er arbeitete im neuphilologischen Seminar mit und absolvierte das Staatsexamen für das höhere Lehramt schließlich Anfang 1868. Bis zum Herbst 1870 war Mosen dann Lehrer für Englisch und Französisch an der Wilhelmsschule in Wolgast. Als sein älterer Bruder Erich am 16. August 1870 in der Schlacht bei Mars-la-Tour im Deutsch-Französischen Krieg fiel, ließ sich Mosen von dort an die Städtische Realschule in Oldenburg versetzen, um der mittlerweile auch noch verwitweten Mutter näher zu sein. 1874 wurde er dort zum Oberlehrer ernannt und wurde 1875 mit einer Arbeit über den englischen Dramatiker und Schauspieler Thomas Otway an der Universität Jena zum Dr. phil. promoviert.
1877 bewarb sich Mosen nach dem Tod Theodor Merzdorfs um die Stelle als Bibliothekar der Großherzoglichen Öffentlichen Bibliothek, war aber nicht erfolgreich. Erst 1884 wurde Mosen als Nachfolger des verstorbenen August Lübbens auf diese Stelle berufen. Der Schwerpunkt seiner Amtstätigkeit lag dabei weniger im Organisatorischen als vielmehr in der Benutzerberatung und wissenschaftlichen Auskunft. Andererseits führte er aber auch eine latente Auseinandersetzung mit der Bibliothekskommission, die formell noch die Bibliotheksleitung ausübte. 1889 wurde Mosen Oberbibliothekar und hatte nebenamtlich verschiedene weitere Aufträge zu bearbeiten. So etwa ab 1896 die Revision der Großherzoglichen Privatbibliothek und die Katalogisierung ihrer Neuzugänge und weiterhin ab 1899 die gesamte Neukatalogisierung dieser Büchersammlung einschließlich der Ordnung des darin befindlichen Tischbein-Nachlasses. Für seine Verdienste wurde Mosen im gleichen Jahr mit dem Ritterkreuz II. Klasse des Großherzoglichen Haus- und Verdienstordens ausgezeichnet und 1904 zum Geheimen Regierungsrat ernannt.
Neben seiner beruflichen Tätigkeit engagierte sich Mosen vielfältig im gesellschaftlichen Leben Oldenburgs. Ab 1871 war er Mitglied des Literarisch-geselligen Vereins in dem er zahlreiche Vorträge hielt und dessen Präsidentschaft er von 1886 bis 1887 übernahm. Seit 1881 war er auch in der Literarischen Gesellschaft aktiv und amtierte von 1897 bis 1902 als Secretarius perpetuus. Als Freimaurer war er in der oldenburgischen Loge Zum goldenen Hirsch von 1888 bis 1894 deputierter Meister und von 1894 bis 1901 Meister vom Stuhl. Mosen reichte zwar in Qualität und Umfang seiner wissenschaftlichen Arbeiten und bibliothekarischen Initiativen nicht an seine Amtsvorgänger heran, trotzdem hatte er im literarischen und wissenschaftlichen Leben Oldenburgs eine geachtete und mitbestimmende Position und galt als, so Mosens Biograph Egbert Koolman, ein „feinsinniger Kenner von Literatur und Geschichte und geistreicher Gelehrtenbibliothekar“.

## Familie
Reinhard Mosen heiratete 1871 in Boltenhagen Marie Briest. Johanne Marie Caroline Briest wurde am 7. Februar 1847 als erstes Kind von Johanna Maria Louisa geb.Wossidlo (* um 1825) und Gustav Friedrich Heinrich Briest (* um 1820) auf Gut Ramitzow geboren. Ihr Vater war dort bis 1867 Pächter und danach Gutspächter in Boltenhagen.
Am 6. Januar 1876 wurde in Oldenburg die Tochter Clara geboren.
Reinhard Mosen bestimmte in seinem Testament, dass Clara den Nachlass ihres Großvaters Julius Mosen  bekommen sollte. Falls Clara kinderlos bliebe, sollte der Nachlass an das Goethe- und Schiller-Archiv in Weimar gehen. Schon am 6. März 1908 übergab Clara den Bestand an das Archiv in Weimar.
Nach dem Tod von Reinhard Mosen zogen seine Witwe Marie und die Tochter Clara nach Greifswald. Clara Mosen starb am 11. November 1914 in Naumburg an der Saale, dort starb auch Marie Mosen am 12. Juli 1916. Die sterblichen Überreste von Marie Mosen wurden eingeäschert und die Urne  am 20. Juli 1916 auf dem Gertrudenkirchhof in Oldenburg beigesetzt.

## Werke
- Über Thomas Otways Leben und Werke, mit besonderer Berücksichtigung der „tragedies“. Jena. 1875, Digitalisat MDZ.
- Julius Mosen. Eine biographische Skizze. Schulze Oldenburg [1877], OCLC 248550205
- Biographie [Julius Mosens]. In: Julius Mosen: Sämtliche Werke. Neue vermehrte … Auflage. Band 6. Wilhelm Friedrich, Verlagsbuchhandlung, Leipzig 1880 S. 321–339.
- Das Leben der Prinzessin Charlotte Amélie de la Trémoïlle, Gräfin von Aldenburg (1652–1732). Erzählt von ihr selbst. Eingeleitet, übersetzt und erläutert Reinhard Mosen. Oldenburg und Leipzig, Schulzesche Hof-Buchhandlung und Hof-Buchdruckerei 1892 Landesbibliothek Oldenburg digital.
- Vorwort zu: Julius Mosen: Erinnerungen. Fortgeführt, erläutert und herausgegeben von Dr. Max Zschommler. Druck und Verlag von F. E. Neupert, Plauen i. V. 1893, OCLC 31312389, OCLC 31312389 ( Textarchiv – Internet Archive).
- Robin Hood. Dramatische Dichtung, vertont von Albert Dietrich (op. 34)
  - Vollständiges Textbuch mit Inscenirung. Verlag von Fr. Kistner, Leipzig [1880], Digitalisat MDZ.
  - Partitur. Fr. Kistner, Leipzig [1879], DigitalisatStabi Berlin.
  - Uraufführung der Oper bereits 1879 in Frankfurt am Main unter Leitung des Komponisten und mit Fanny Moran-Olden in der Rolle der Lady Marian. Bericht über die Frankfurter Uraufführung der Oper in: Frankfurter Hausblätter vom 22. April 1879, Volltext, UB Frankfurt.
- Biterolf. Unveröffentlichte Dichtung. 1877.